# Siegfried Bosch
Siegfried Bosch   (1916 - 1940) fou un advocat, periodista i historiador.
Va néixer al carrer de l'Hospital de Barcelona el dia 7 de setembre de 1916 i es llicencià en Dret a la Universitat de Barcelona l'any 1936. D'ideologia catalanista i republicana, fou militant de la Federació Nacional d'Estudiants de Catalunya (FNEC) i proper al partit Acció Catalana Republicana. Com a membre de l'Associació d'alumnes de la Facultat de Dret participà en el Congrés Jurídic Català celebrat el maig de 1936 i organitzà la mostra de textos jurídics de l'antic Dret Català al paranimf de la Universitat. En el marc de l'esmentat Congrés, i conjuntament amb Manuel Cruells i Pifarré, edità el catàleg de l'exposició de documents jurídics de l'arxiu de Poblet. El mateix any organitzà un cicle de conferencies sobre la Universitat de Barcelona a l'Ateneu Barcelonès.

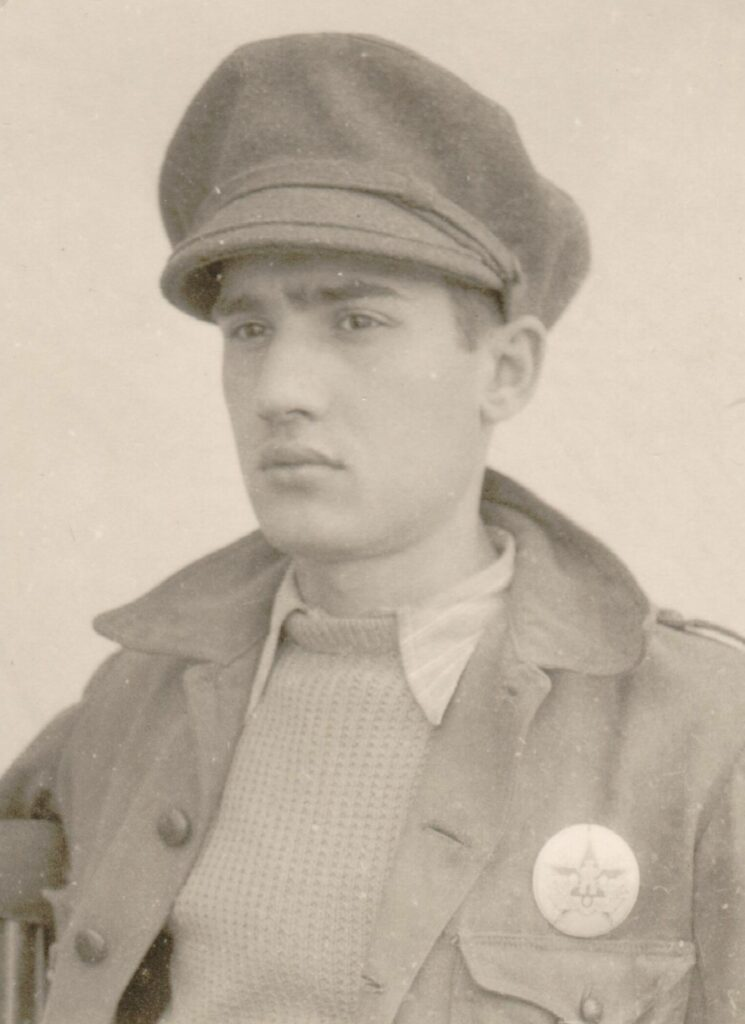
Siegfried Bosch, l'any 1936

De ben jove s’interessà per diferents aspectes de la història de Catalunya i molt particularment per l’època medieval. En destaquen les recerques sobre el Tirant lo Blanc, el mite de Sant Jordi, l’aplicació del Decret de Nova Planta i el Sometent a Catalunya durant el segle XIX. Entre les seves aportacions més significatives cal citar un treball dedicat a la bruixeria, d’autoria conjunta amb  Francesc Carreras Candi. El conjunt de documents sobre aquests temes es troben dipositats a l’Arxiu Històric de la Ciutat de Barcelona.

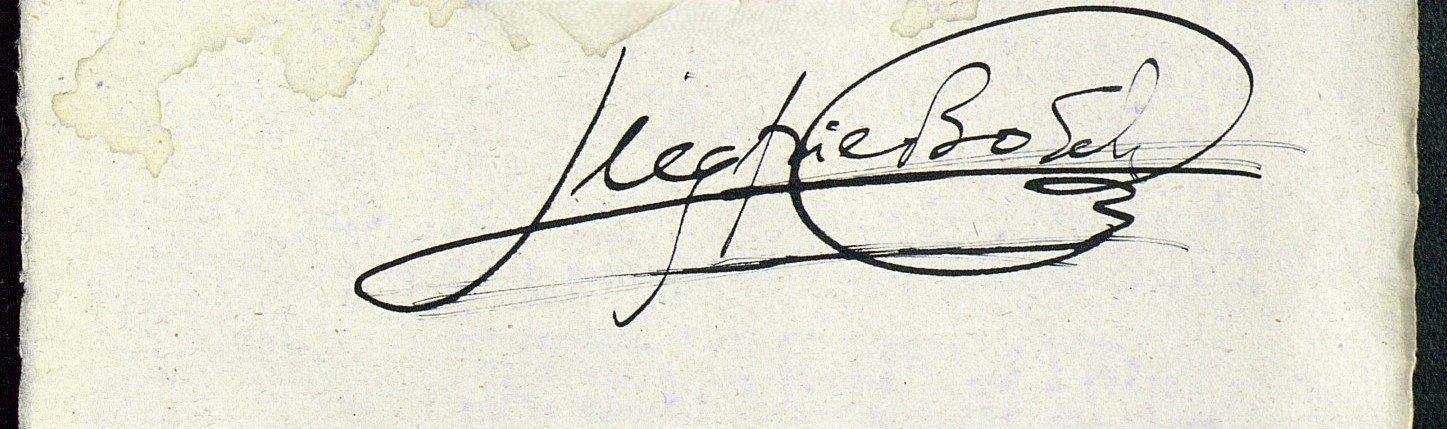
Signatura

Una de les aportacions més rellevants de Bosch fou fer notar possibles relacions o influències de Les mil i una nits en novel·les medievals catalanes. Aquesta tesi l’exposà en un extens estudi que no arribà a publicar en vida. No obstant, després de la Guerra Civil, Ramon Aramon com a secretari de l’Institut d’Estudis Catalans, el donà a conèixer, a començament de la dècada dels anys cinquanta, a la revista Estudis Romànics. Una de les novel·les analitzades és el Tirant lo Blanc, on Bosch assenyala paral·lelismes entre el capítol que conté la proposició de matrimoni del Gran Turc a Carmesina (Cap. 178)  amb la història del “Rei Omar an-Numan i dels seus dos fills Sarkan i Daw al-Makan", nits 44 a 145; proposta que ha estat recollida en diverses publicacions posteriors. Això no obstant, hi ha autors que qüestionen aquestes influències, argumentant que és molt difícil que Joanot Martorell conegués aquests passatges de Les mil i una nits, ja que tot sembla indicar que no foren incorporats al text àrab fins al segle XVI.  Per la seva banda, Joan Fuster destacà que Bosch, de manera general, no relaciona prou bé l’ambient orientalitzant del Tirant amb la procedència valenciana de l’autor de la novel·la. Una altra possible relació que mostra Bosch és la conversió al cristianisme del rei Escariano de Barbària (Cap. 329) i la de Gra-de Corall a l’islam descrita a la nit 143. Aquesta  conversió d’una religió a una altra, s’ha relacionat amb les idees de Ramon Llull, expressades en el seu llibre Doctrina Pueril, en el sentit que una bona prèdica pot convertir els sarraïns al cristianisme. Una altra obra en què Bosch trobà influències de Les mil i una nits, és en la novel·la breu Història de Jacob Xalabín, escrita a la primeria del segle XV i d’autor desconegut. Un primer exemple fa referència a la “Història de Qamar al-Zaman i la princesa Budür, la lluna de mel més bella d’entre totes les llunes”, que ocupa des de la nit 170 fins a la 236, relats que formen part de les llegendes persa-indostàniques. Un segon cas es refereix a la narració “Història de Baybars i dels capitans de policia”, concretament la contada per l’onzè capità que correspon a la nit 952. Aquestes analogies han estat recollides al llibre History of Yakub Çelebi.
L'any 1933, Bosch s'incorporà com a redactor a la revista Universitat Catalana -publicació adherida a la Fédération Universitaire Internationale-, de la que posteriorment en fou director. L'any 1935 inicià una intensa col·laboració amb el diari La Publicitat, a la secció Les Lletres i les Arts, com a crític literari. Durant la Guerra Civil, a partir de setembre del 1937 i des del front de Madrid com a corresponsal de guerra hi publicà una sèrie de cròniques sota el títol genèric "De la lleva catalana del 1937".
El juny de 1937 s'incorporà al grup de transmissions del Tercer Cuerpo de Ejército ubicat a Tielmes de Tajuña, i posteriorment, el mes de desembre, fou destinat al Tribunal Militar Permanente de la mateixa unitat com a soldat lletrat. El 6 d’abril de 1939, tot just acabada la Guerra Civil, la justícia militar obrí un procediment sumaríssim d’urgència contra Bosch com a instructor de l'esmentat Tribunal per un delicte de Adhesión a la Rebelión. El 20 d’agost de 1939 la Policia de Barcelona emeté una ordre de cerca i captura i el 27 de juny de 1940 s’ordenà la publicació a la premsa de Madrid i Barcelona d’una requisitòria per tal que comparegués davant del jutge. Totes aquestes gestions resultaren infructuoses, ja que Bosch romangué amagat a Barcelona, fins que a mitjans d’octubre, greument malalt de tuberculosi, retornà al domicili familiar on morí el 13 de novembre de 1940.